# 奥科特佩克

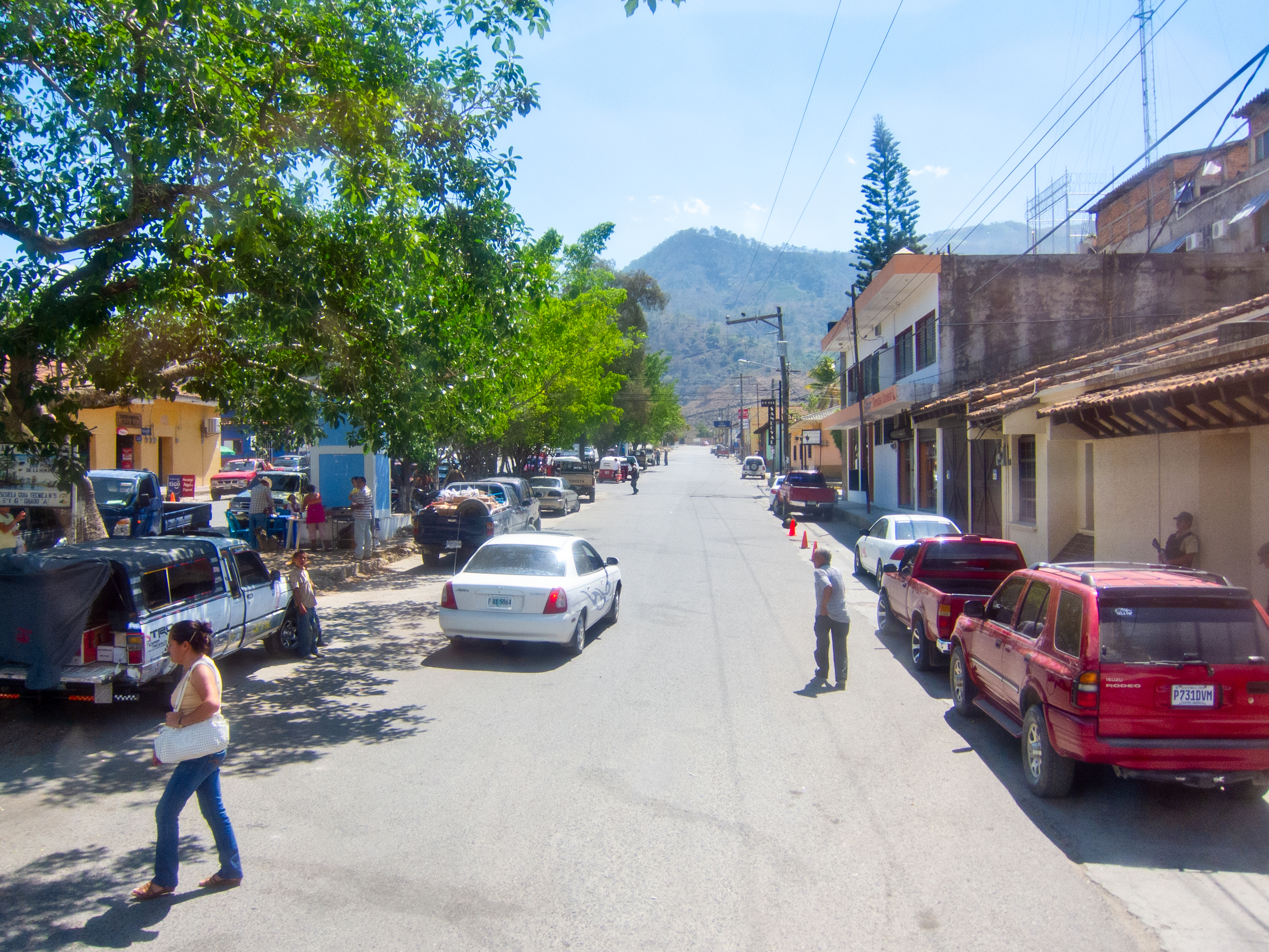
奥科特佩克

奥科特佩克（西班牙語：Ocotepeque），是洪都拉斯的城鎮，位於該國西部，由奧科特佩克省負責管轄，始建於1530年，面積172.85平方公里，海拔高度819米，2001年人口15,884，人口密度每平方公里91.89人。
14°26′N 89°11′W / 14.433°N 89.183°W